# Twierdzenie przeciwne
Twierdzenie przeciwne do danego twierdzenia {\displaystyle T} – zdanie stwierdzające, że zaprzeczenie założenia tego twierdzenia pociąga za sobą zaprzeczenie jego tezy. Twierdzeniem przeciwnym do twierdzenia jeśli A, to B jest zdanie jeśli nieprawda, że A, to nieprawda, że B. Twierdzenie przeciwne jest równoważne twierdzeniu odwrotnemu i, podobnie jak to ostatnie, nie musi być prawdziwe wraz z twierdzeniem {\displaystyle T.}